# Вагель, Иван Георгиевич
Иван Георгиевич Вагель (1864—?) — русский военный  деятель,  полковник. Герой Первой мировой войны, участник Русско-японской войны.

## Биография
Из крестьян Лифляндской губернии.
В службу вступил в 1884 году. В 1887 году после окончания  Варшавского пехотного юнкерского училища по I разряду   произведён  в подпоручики и выпущен в Дерптский 98-й пехотный полк.
В 1891 году произведён в поручики, в 1900 году в штабс-капитаны,  в 1901 году в капитаны. С 1904 года участник Русско-японской войны, командир роты Юрьевского 98-го пехотного полка, был ранен. 3 мая 1905 года за боевые отличия в этой войне был награждён орденом Анненским оружием «За храбрость».

В 1913 году после окончания Офицерской стрелковой школы произведён в подполковники — командовал батальоном и был помощника командира полка по хозчасти. С 1914 года участник Первой мировой войны, в составе своего полка, врио командира Юрьевского 98-го пехотного полка. В 1916 году произведён в полковники, с 1917 года командир 761-го Режицкого пехотного полка. Высочайшим приказом от 6 сентября 1917 года за храбрость награждён Георгиевским оружием: 
За то, что  во время шестидневных боёв с 15-го по 21-е января 1915 года в чине подполковника 98-го пехотного Юрьевского полка, временно командуя полком в бою у Воли-Шидловской, находясь в боевой линии войск, отбил все настойчивые и повторные атаки значительно превосходных сил противника и не уступил своей позиции
После Октябрьской революции в эмиграции в Латвии. В 1931 состоял председателем Двинского отдела Общества взаимопомощи военнослужащих в Латвии.

## Награды
- Орден Святой Анны 4-й степени «За храбрость» (ВП 3.05.1905) — за боевые отличия в делах против японской императорской армии в Маньчжурии будучи ротным командиром 98-го Юрьевского пехотного полка
- Орден Святого Станислава 3-й степени  (ВП 1909)
- Орден Святой Анны 3-й степени (ВП 1912)
- Орден Святой Анны 2-й степени с мечами (Мечи — ВП 02.07.1916)
- Орден Святого Владимира 4-й степени с мечами и бантом (ВП 22.09.1913; Мечи — ВП 01.12.1915)
- Георгиевское оружие (ВП 06.08.1917)